# العارضية

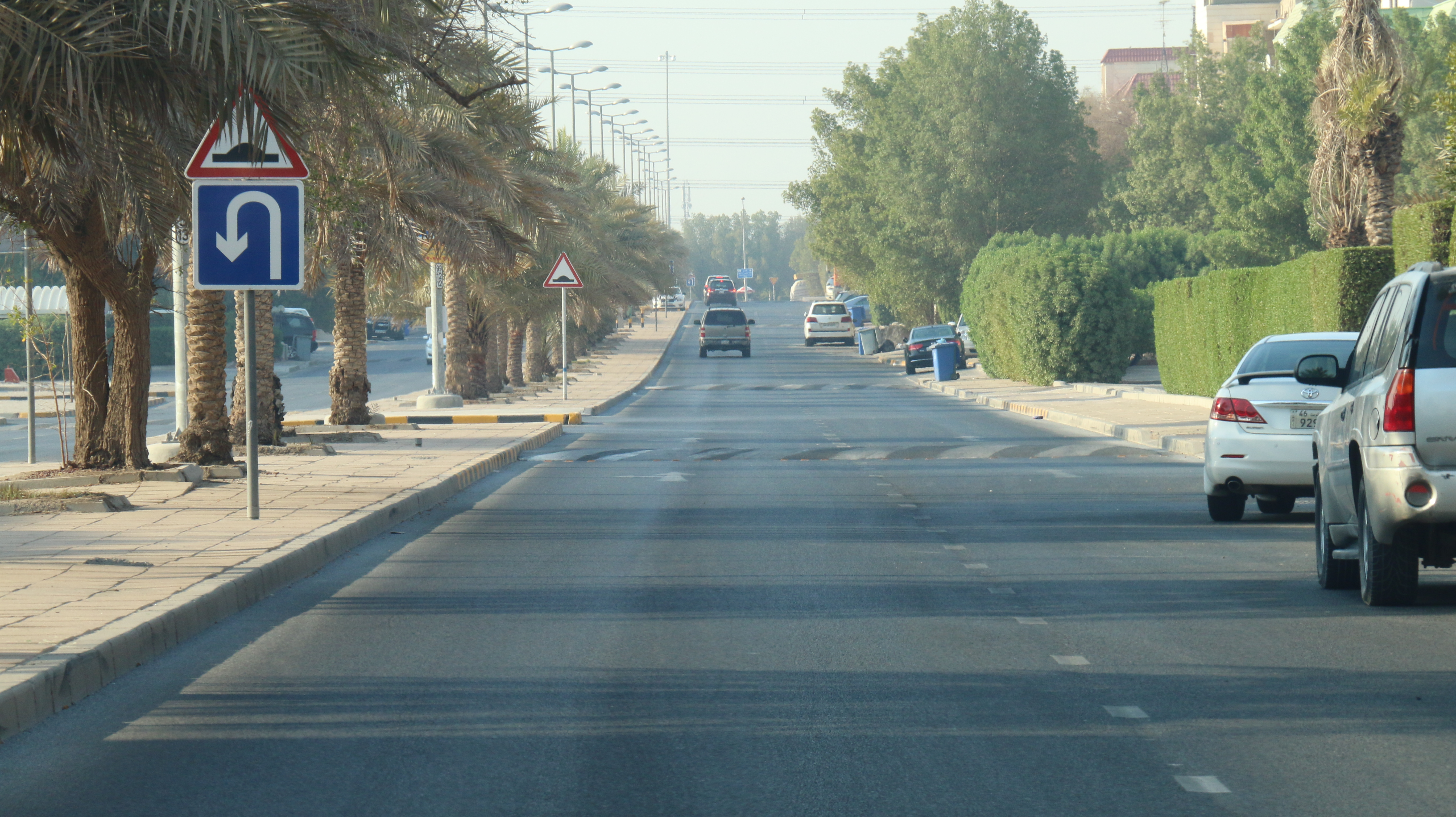
طريق 51 في منطقة العارضية الفاصل بين قطعة 1 و 2

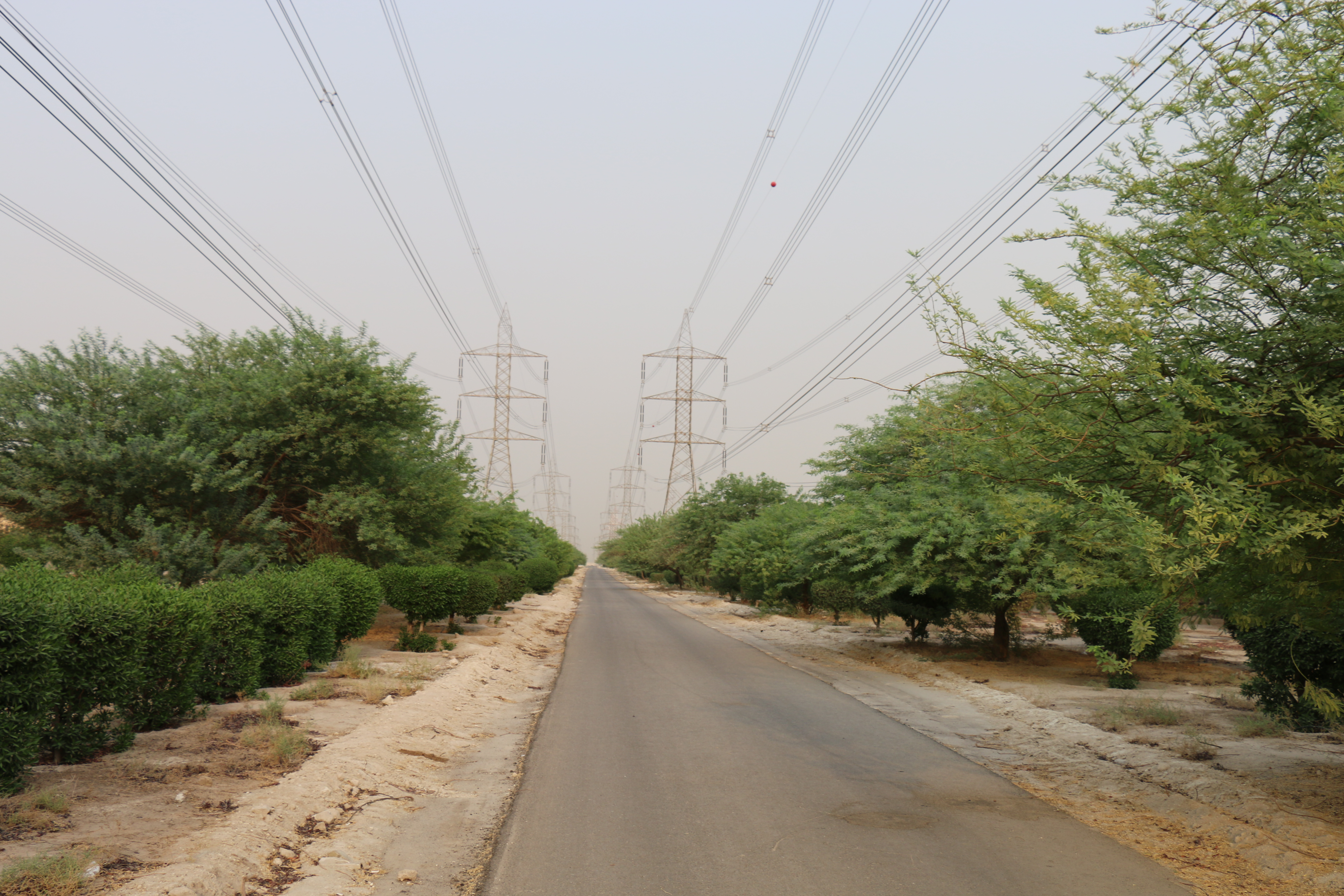
ممشى المنطقة الشمالي

العارضية منطقة من مناطق محافظة الفروانية في الكويت. تبعد المنطقة 14 كم إلى الجنوب الغربي من العاصمة، سميِّت نسبة إلى عبد الله العارضي.

## التاريخ والتسمية
أُطلق عليها هذه التسمية نسبة إلى العم عبد الله بن خلف بن دغام العارضي المطيري والذي كان يسكن هذه المنطقة، وهو رجل من عائلة الدغامين من فرع الشيابين من أولاد محمد من فخذ العوارض من قبيلة مطير كان له تواجد في الكويت منذ القدم، فاشتراها منه الشيخ صباح الناصر الصباح، وقيل أنه اشتراها من ولده محمد بن عبد الله، وبقي الاسم منسوبًا إلى صاحبها القديم، وأصبح يطلق عليها وعلى المناطق التي حولها فأصبح هناك عدة مناطق باسمها التي حولها وهي العارضية السكنية والعارضية الصناعية فكان في السابق في الثمانينات أثناء توزيع المؤسسة العامة للرعاية السكنية للوحدات السكنية كان في بداية المشروع قسائم وتسمى شعبيا بالعارضية القديمة أو الدخل المتوسط وهي بحجم 600 م2 إلى 1000 م2 وبعدها أُكمل المشروع ببناء بيوت الدخل الموحد وهي بيوت بحجم 400 م2 وتم توحيد المنطقة وأما العارضية الصناعية فكانت تسمى منطقة المخازن أو مخازن العارضية وبعدها سميت بالعارضية الحرفية أو الصناعية والعارضية الاستثمارية تم دمجها مع منطقة ضاحية صباح الناصر وأصبحت سكنية .